# 호르단 디아스 (육상 선수)
호르단 알레한드로 디아스 포르툰(스페인어: Jordan Alejandro Díaz Fortún, 2001년 2월 23일~)은 쿠바 태생 스페인의 육상 선수로 주 종목은 세단뛰기이다. 2024년 하계 올림픽 남자 세단뛰기 종목에서 금메달을 획득했으며 현재 스페인 남자 세단뛰기 국가 기록을 보유하고 있다.